# Per Tage Svensson
Per Tage Svensson (ur. 16 października 1931, zm. 26 maja 2008) – szwedzki żużlowiec.
Wielokrotnie uczestniczył w rozgrywkach z cyklu indywidualnych mistrzostw świata, najlepszy wynik osiągając w 1963, jedyny raz w karierze kwalifikując się do finału światowego, rozegranego na stadionie Wembley w Londynie (w finale zdobył 1 punkt i zajął XV miejsce). W latach 1956–1965 dziewięciokrotnie startował w finałach indywidualnych mistrzostw Szwecji (najlepszy wynik: Sztokholm 1961 – V miejsce). Był trzykrotnym medalistą mistrzostw Szwecji par klubowych: dwukrotnie złotym (1961, 1962) oraz brązowym (1964). Siedmiokrotnie zdobywał medale drużynowych mistrzostw Szwecji: trzykrotnie złote (1960, 1961, 1962), srebrny (1964) oraz trzykrotnie brązowe (1955, 1956, 1966).
Według brytyjskiej prasy w 1961 roku wystąpił w finale drużynowych mistrzostw świata, który odbył się we Wrocławiu. Najprawdopodobniej jest to poparte oficjalnym protokołem zawodów podpisanym przez kierownika zawodów, niemniej zgodnie z wynikami podanymi w polskiej prasie i popieranymi przez Szwedzką Federację Motocyklową (SVEMO) w zawodach startował Göte Nordin.